# فرودگاه کالیفرنیا داینسمور
فرودگاه کالیفرنیا داینسمور (به انگلیسی: Dinsmore Airport (California)) یک فرودگاه همگانی است که یک باند فرود آسفالت دارد و طول باند آن ۷۶۵ متر است. این فرودگاه در کشور ایالات متحده آمریکا قرار دارد و در ارتفاع ۷۲۳٫۹ متری از سطح دریا واقع شده‌است.